# Teresa Bracco
Teresa Bracco (24. února 1924, Santa Giulia – 28. srpna 1944, tamtéž) byla italská římská katolička, zabitá během druhé světové války poté, co se odmítla podrobit sexuální agresi nacistického vojáka. Katolická církev ji uctívá jako blahoslavenou mučednici.

## Život
Narodila se dne 24. února 1924 v Santa Giulia u Dega jako šesté ze sedmi dětí farmářů Giacoma Bracca a Anny Pera. Její sourozenci byli Giovanni a Luigi, kteří zemřeli roku 1927 na tyfus, dále pak Giuseppina, Maria, Adele a Anna, která se narodila v roce 1928. Svůj křest, při kterém byla pojmenována na počest sv. Terezie z Lisieux, kterou měla ve svém životě za vzor, přijala roku 1924.
Každý večer se s rodinou modlila růženec, který předmodlíval její otec. Růženec se také modlívala, když vykonávala domácí práce. Kněz Natale Olivieri, který přišel do její vesnice roku 1930, ji učil katechismus a poskytoval jí náboženské texty. Své první svaté přijímání přijala na jaře roku 1931 a biřmování přijala 2. října 1933. Často byla v hlubokém rozjímání, když se účastnila eucharistické adorace. Každé ráno brzy vstávala, aby se účastnila mše svaté. V roce 1933 viděla obraz sv. Dominika Savia s napsaným heslem zesnulého světce: „Spíše smrt než hřích“, což na ni udělalo hluboký dojem. Měla také úctu k řadě dalších světců.
Během dospívání byla známá svoji skromností a pokorou. Neměla ráda kosmetiku. Byla přitažlivá pro muže, kterým někdy dovolila ji doprovázet, ale chovala se vždy zdrženlivě. Dne 13. května 1944 zemřel její otec.
Dne 28. srpna 1944 se zúčastnila ranní mše svaté v 7:00 a poté odešla pracovat na pole se svými dvěma sestrami Annou a Adelou, když všechny najednou uslyšely výstřely. V 9:00 je partyzáni na útěku varovali, aby se nevracely do svého domova, protože němečtí vojáci se rychle blížili a pro ženy by představovali značné nebezpečí. Přesto se však rozhodla vrátit domů, aby pomohla matce ukrýt se a vzít si s sebou osobní věci.
Nacističtí vojáci, kteří zatlačili partyzány, vstoupili do její rodné vesnice Santa Giulia a začali terorizovat obyvatele, zatímco partyzány předváděli jako své zajatce. Když vojáci dorazili, ukryla se za skálu, avšak brzy jimi byla objevena. Kromě ní bylo uneseno několik dalších žen. V průvodu zajatých se setkala mj. se svou sestřenicí Enrichettou a jejím nemluvnětem.
Jeden voják ji vzal do lesa, aby ji znásilnil. Snažila se mu marně uprchnout, aby našla pomoc, ale byla chycena. Usilovně mu vzdorovala, načež ji rozzlobený voják uškrtil a poté ji dvakrát střelil do srdce. Pak jí ještě dupl na lebku. Místní kněz Natale Olivieri, který prohledával lesy, objevil následujícího 30. srpna její ostatky. Její tělo leželo na zádech s rukama zkříženýma na hrudi, kdy kulka prošla jednou rukou a uvízla v horní části hrudníku. Měla modřiny na obličeji a od kousnutí měla bledou stopu na krku a dále značky na pažích a hrudi. Po prohlédnutí jejího těla lékařem se 31. srpna konal její pohřeb. Její ostatky byly dne 10. května 1989 exhumovány.

## Úcta
Její beatifikační proces započal dne 15. dubna 1988, čímž obdržela titul služebnice Boží. Dne 7. července 1997 podepsal papež sv. Jan Pavel II. dekret o jejím mučednictví.
Blahořečena pak byla dne 24. května 1998 na Piazza Vittorio Veneto v Turíně papežem sv. Janem Pavlem II.
Její památka je připomínána 29. srpna.